# Vredesakkoord van Pretoria

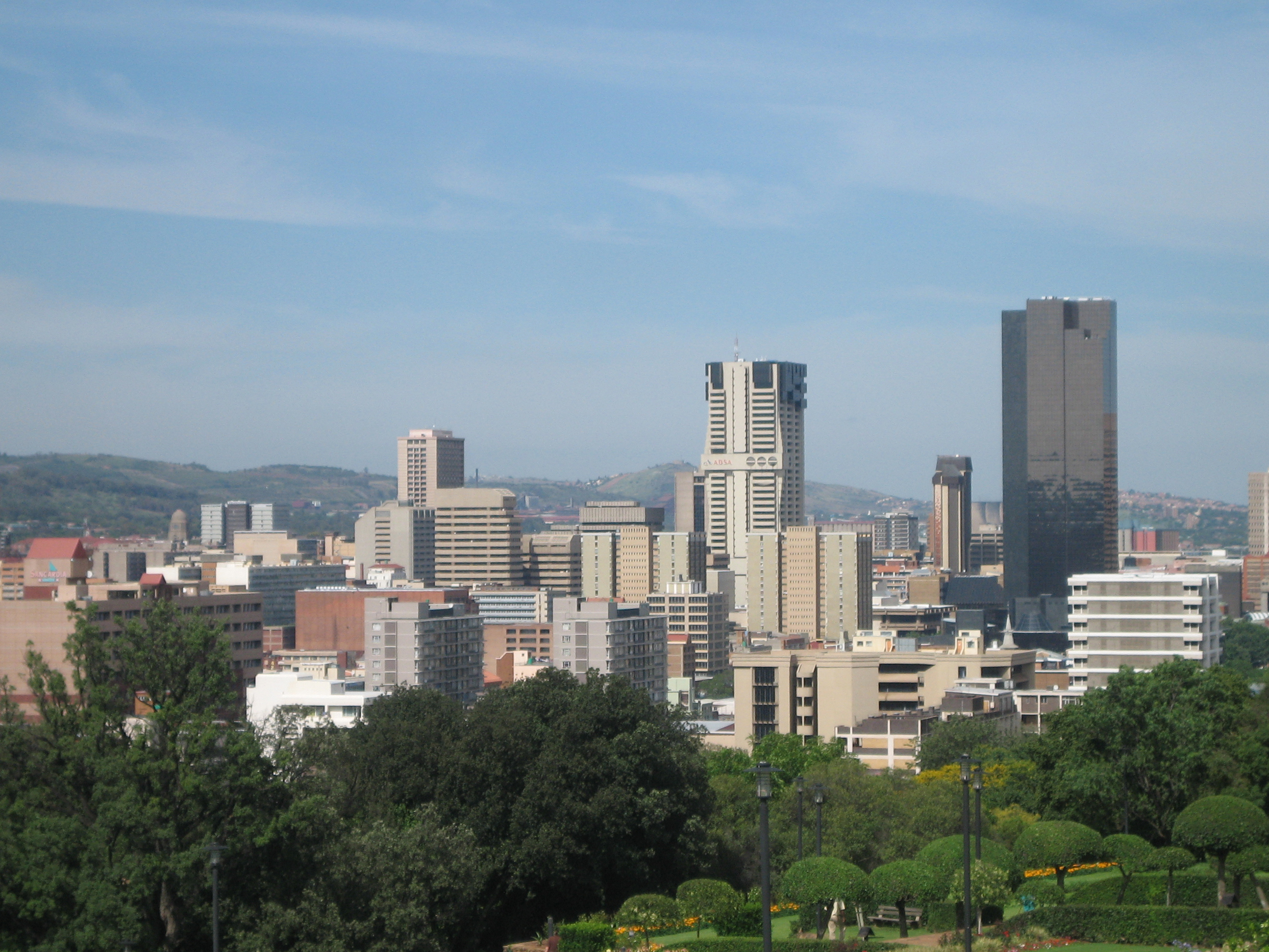
Pretoria

Het Vredesakkoord van Pretoria werd in juli 2002 gesloten tussen Rwanda en de Democratische Republiek Congo met als doel een einde te maken aan de Tweede Congolese Burgeroorlog. Rwanda ging akkoord met de terugtrekking van ongeveer 20.000 Rwandese troepen uit de DRC, in ruil voor internationale steun bij het ontwapenen van de Hutu-militie Interahamwe en voormalige FAR-strijders.
De gesprekken vonden plaats in Pretoria (Zuid-Afrika) en duurden vijf dagen.